# Thư Thư Giác La
Thư Thư Giác La thị (tiếng Trung: 舒舒觉罗氏 hay 舒书觉罗氏, tiếng Mãn: ᡧᡠᡧᡠ
 ᡤᡳᠣᡵᠣ

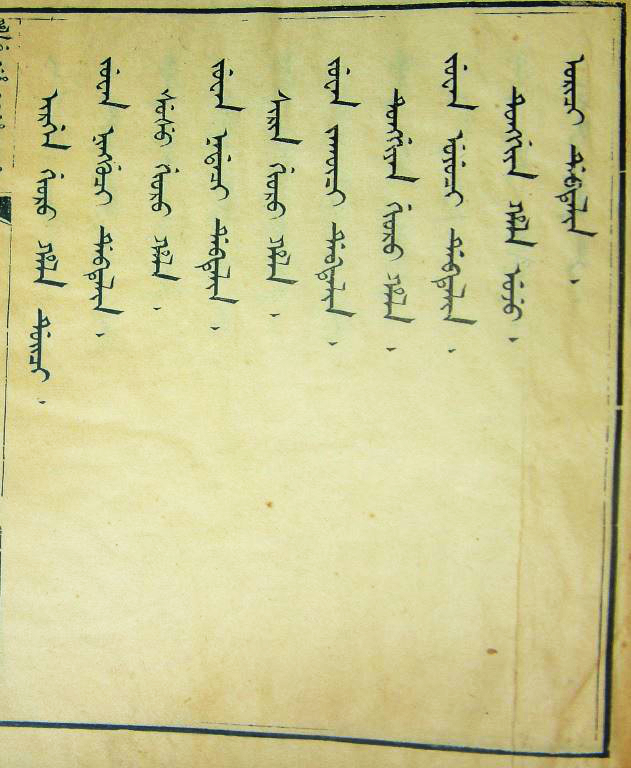
Ghi chép về các họ Thư Thư Giác La trong "Thông phổ"

ᡥᠠᠯᠠ, Möllendorff: Šušu Gioro hala) là một dòng họ của người Mãn Châu.

## Khái quát
Theo Thanh Triều Thông Chí (清朝通志) thì Thư Thư Giác La thị trong Bát kỳ nguồn gốc từ Cáp Đạt, Trát Khố Mộc (扎库木), Trường Bạch Sơn Y Nhĩ Hải (长白山伊尔海), và vài nơi khác. Theo phong tục Mãn Châu, các dòng họ được nhận biết đầu tiên là bởi Hala (哈拉, cáp lạp), tức là tên họ tộc hay bộ tộc của họ, và sau đó là Mukūn (穆昆, mục côn), một sự phân loại mang đặc trưng của các gia đình, dòng tộc. Trong trường hợp của Thư Thư Giác La, Thư Thư là Mukūn, và Gioro là Hala.
Các dòng họ khác của bộ tộc Giác La bao gồm Y Nhĩ Căn Giác La, Ái Tân Giác La và Tây Lâm Giác La (西林觉罗, Sirin Gioro) và một số dòng họ khác. Về sau cải sang họ người Hán là Triệu (赵), Thư (舒), Tăng (曾), Cống (贡), Tòng (从), Tiền (钱), Tưởng (蒋), Nhâm (任).

## Thế gia chủ yếu thời Thanh

### Thế cư Diệp Hách
- Đồ Lỗ Thập (图鲁什), Tân Bố (新布), Thư Mẫn (舒敏) thuộc Tương Hoàng kỳ.[4]
  - Đồ Lỗ Thập đến quy nhà Hậu Kim vào thời kỳ đầu, được ban làm Tá lĩnh, giữ chức Tiền phong Đô Thống (前锋都统). Ông chết do bị trúng tên, được Thanh Thái Tông ban cho tước hiệu "Thạc Ông Khoa La Ba Đồ Lỗ" (硕翁科罗巴图鲁).
  - Cháu 4 đời là Tấn Bảo Trụ (晋保住) nhậm Ủy thự Tham lĩnh, tòng chinh Tam Phiên lập chiến công, thụ thế chức Vân kỵ úy (云骑尉).[5]
- Thiện Thiện (禅禅), Ngô Nỗ Xuân (吴努春), Thạc Tắc (硕塞), Hồ Thế Bố (胡世布) thuộc Chính Hoàng kỳ.[4]
  - Thiện Thiện đến quy hàng vào những năm Thiên Thông. Cháu nội của Thiện Thiện là Thạc Nhĩ Côn (硕尔琨) hai lần tòng chinh Bắc Kinh, có công bọc hậu, là người dẫn đầu leo thành khi tấn công huyện Cực ở Sơn Đông, thụ Vân kỵ úy (云骑尉), tử trận ở Cẩm Châu. Em trai của Thạc Nhĩ Côn là Nhã Nhĩ Bố Tập (雅尔布袭), lập công trong Trận Sơn Hải quan, tấn phong thế chức Kỵ đô úy (骑都尉).[5]
  - Cháu nội của Ngô Nỗ Xuân là Tứ Cách (四格) nhờ công lao được phong thế chức Kỵ đô úy.[5]
- Đại Âm Bố Lộc (岱音布禄) thuộc Chính Hồng kỳ, đến quy hàng Hậu Kim vào thời kỳ đầu. Tằng tôn của Đại Âm Bố Lộc là Sách Nãi (索鼐) nhậm Bát phẩm quan, tòng chinh và tử trận ở Thiểm Tây, tặng thế chức Vân kỵ úy.[5]
- An Bố Lộc (安布禄) thuộc Tương Lam kỳ, đến quy hàng Hậu Kim vào thời kỳ đầu. Tằng tôn của An Bố Lộc là Khoa Nhĩ Hải (科尔凯) nhậm Lang trung, tòng chinh Giang Tây, Hồ Quảng, tử trận ở Long Sơn, tặng thế chức Vân kỵ úy.[5]

### Thế cư Cáp Đạt
- Thản Trát Cáp (坦扎哈) thuộc Chính Hoàng kỳ Bao y,[6] đến quy hàng Hậu Kim vào những năm Thiên Thông. Con trai của Thản Trát Cáp là Khố Lạp Hải (库拉海) 8 tuổi đã đi theo Hoàng Thái Cực, về sau nhậm Thượng tứ viện Đại thần, đến thời Thuận Trị thì xin về hưu vì bị bệnh về mắt, Thuận Trị Đế niệm tình ông theo Thái Tông nhiều năm mà đặc biệt tặng thế chức Kỵ đô úy.[7]
- Phúc Nhĩ Giai Tề (福尔佳齐) thuộc Chính Hồng kỳ, đến quy hàng Hậu Kim vào thời kỳ đầu.
- Đạt Khắc Đạt Lễ (达克达礼), Ni Nhã Nhĩ Cáp (尼雅尔哈), Y Kỳ Nạp Quang Cổn (伊奇纳光衮), Sách Bái (索拜), Mãng Cát Đồ (莽吉图), Mãn Đô Lễ (满都礼), Mãn Đô Hô (满都瑚) thuộc Tương Lam kỳ.[6]
  - Đạt Khắc Đạt Lễ, đến quy hàng Hậu Kim vào thời kỳ đầu. Cháu 5 đời của Đạt Khắc Đạt Lễ là Ngạc Hòa Nặc (鄂和诺) nhậm Hộ quân giáo, tòng chinh Phúc Kiến, Vân Nam, lập nhiều công lao, được ban thế chức Vân kỵ úy.[7]
  - Ni Nhã Nhĩ Cáp đến quy hàng Hậu Kim vào thời kỳ đầu
  - Tằng tôn của Ni Nhã Nhĩ Cáp là Đức Thư (德舒) nhậm Tiền phong giáo, tử trận khi tòng chinh Chuẩn Cát Nhĩ, được tặng Vân kỵ úy.[8]

### Thế cư những nơi khác
- A Lễ Mật (阿礼密) thuộc Tương Lam kỳ, thế cư Y Nhĩ Cáp (伊尔哈), đến quy hàng Hậu Kim vào thời kỳ đầu. Tằng tôn của A Lễ Mật là Bác Khải (博启) nhậm Lĩnh thôi, là người thứ hai leo thành khi tấn công Tế Nam, được ban hiệu Ba Đồ Lỗ, và Kỵ đô úy; về sau có công tòng chinh Tùng Sơn, Hà Nam, Giang Nam mà tấn thế chức lên Tam đẳng Khinh xa Đô úy.[8]
- Mục Khắc Nột (穆克讷) thuộc Tương Hồng kỳ, thế cư Tây Chiêm Hòa La (西占和罗); Đô Thập Ba (都什巴) thuộc Chính Bạch kỳ và Cáp Thập Đồ (哈什图) thuộc Tương Bạch kỳ, thế cư Trường Bạch sơn (长白山); Nặc Khố (诺库), Mã Nhã Lý (马雅理) và Tô Minh A (苏明阿) thuộc Tương Hồng kỳ, thế cư Phật Thập Khố; Đô Thắc Hách (都忒赫) thuộc Chính Lam kỳ, thế cư Trát Khố Mộc (扎库木); Pháp Đô (法都) thuộc Tương Lam kỳ, thế cư Nột Yên giang (讷殷江); Vũ Thế Thái (武世泰) thuộc Chính Hoàng kỳ, thế cư Ô Anh Ngạch (乌英额); Hàn Sở Hán (韩楚汉) thuộc Chính Bạch kỳ, thế cư Hồ Lỗ thôn (胡鲁村); tất cả thế gia này đều có Thế chức Vân kỵ úy hoặc Kỵ đô úy.[9]
  - Mục Khắc Nột, Nặc Khố, Đô Thắc Hách đều đến quy hàng Hậu Kim vào thời kỳ đầu.
  - Pháp Đô cùng tộc cùng Kỳ với Khoa Ni Âm (科尼音). Con trai thứ tư của Pháp Đô là Giới Sơn (介山) thụ Kỵ đô úy, từng tham dự bình định Loạn Tam Phiên, tòng chinh Quảng Đông, Vân Nam, lần lượt đảm nhiệm Thượng thư của ba bộ là Hình bộ, Lại bộ và Lễ bộ.[10] Ngoài ra Tam đẳng từ Đồ Lỗ Thập cũng xuất thân từ gia tộc này.[11]

## Nhân vật lịch sử
- Đồ Lỗ Thập (图鲁什) thuộc Tương Hoàng kỳ, thế cư Diệp Hách. Năm Thiên Mệnh thứ 9 (1624) nhậm Tá lĩnh, nhiều lần lập chiến công, được đề bạt lên Tiền phong Đô thống, ban thế chức Tam đẳng tử. Vì trúng tên mà tử trận, được Thanh Thái Tông Hoàng Thái Cực ban hiệu "Thạc Ông Khoa La Ba Đồ Lỗ" (硕翁科罗巴图鲁). Bát Kỳ thị tộc Thông phổ xếp ông vào Thư Thư Giác La nhưng Mãn Hán danh thần truyện lại xếp ông vào Y Nhĩ Căn Giác La, còn cần nghiên cứu thêm. Người có danh tiếng nhất trong gia tộc là Tam đẳng hầu Ba Thập Thái (巴什泰), Nội đại thần Tang Cách (桑格), Nội đại thần Hình bộ Thượng thư Tam đẳng nam Phí Dương Cổ.
- Hằng Đạt Lý (恒达理) thuộc Tương Bạch kỳ, thế cư Lại Bố (赖布), cha ông là A Cách Nạp (阿格纳) đến quy hàng Hậu Kim vào thời kỳ đầu. Ông chinh phạt Nhà Minh liên tục lập công, được ban thế chức Nhị đẳng Khinh xa Đô úy, sau vì phạm sai mà hàng xuống. Khi chinh phạt ở Chu San, ông được ban thế chức Tam đẳng đẳng Khinh xa Đô úy. Theo Bát Kỳ thị tộc Thông phổ ông thuộc thị tộc Y Nhĩ Căn Giác La, nhưng vẫn còn là nghi vấn.
- Hải Độ (海度) thuộc Tương Bạch kỳ, thế cư Trường Bạch sơn (长白山). Những năm đầu Thuận Trị nhậm Tá lĩnh, chịnh phạt Quý Châu, bình loạn Ngô Tam Quế, thảo phạt Trịnh Thành Công. Ông chết trận, giữ chức Kỵ đô úy kiêm Nhất vân kỵ úy.
- Tắc Lặc (塞勒) thuộc Tương Hồng kỳ, thế cư Bột Á Lại (佛阿赖). Chinh phạt Vân Nam, giữ chức Kỵ đô úy.
- Chung Cổ (钟古) thuộc Tương Hồng kỳ, thế cư Tây Chiêm (西占) là quan Hộ bộ Lý sự (户部理事) chinh phạt Nhà Minh, thụ chức Kỵ đô úy, chết trận tại Đại Đồng, phong tặng Nhất vân kỵ úy (一云骑尉).
- Ngạc Nhĩ Cát Nạp (鄂尔吉纳) thuộc Tương Hồng kỳ, thế cư Ngọc Chung Phổ (玉钟浦). Chết trận khi chinh phạt Trịnh Thành Công. Phong tặng Vân Kỵ Úy (云骑尉).
- Đức Thư (德舒) thuộc Tương Hồng kỳ, thế cư Đãi Khảo (待考), là Nội các Trung thư (内阁中书) đầu thời cai trị của hoàng đế Càn Long, giữ chức quan Phúc Kiến Bố chính sứ, tử trận khi chinh phạt Hồi bộ (nay là Lòng chảo Tarim), phong tặng Kỵ đô úy.
- Giới San (介山) thuộc Tương Lam kỳ, thế cư Nột Ân Giang (讷殷江), là một Tá lĩnh, ban đầu ông giữ Hộ Bộ Bút Thiếp Thức, về sau giữ Lại bộ, Lễ bộ, Hình bộ Thượng thư.
- Bác kỳ (博奇) thuộc Tương Lam kỳ, thế cư Trường Bạch San Y Nhĩ Hải (长白山伊尔海), đi theo Đa Nhĩ Cổn chinh phạt Nhà Minh, ban hiệu Ba Đồ Lỗ (巴图鲁), thăng phong Nhị Phẩm Khinh Xa Đô Úy (二等轻车都尉).
- Huy Lan (辉兰) thuộc Tương Lam kỳ, thế cư Á Yên, thường tồng quân chinh phạt, chết trận ở Tùng San (松山), phong tặng Kỵ đô úy (骑都尉).
- Khoa Lãi (科赉) thuộc Tương Lam kỳ, thế cư Diệp Hách, giữ chức quan ngũ phẩm Ủy Thử Tham Lãnh (委署参领) chinh phạt Ngô Tam Quế, chết trận, phong tặng Vân Kỵ Úy (云骑尉).
- Lão Xá (老舍), vốn tên Khánh Xuân (庆春), tự Xá Dư (舍予), người Bắc Kinh, vốn họ Thư Thư Giác La (có nguồn cho rằng là Thư Mục Lộc thị), là Tiểu thuyết gia, nhà văn, hí kịch gia nổi tiếng của Trung Quốc hiện đại[12].